# 佐藤悠輔 (グラフィックデザイナー)
佐藤　悠輔（さとう ゆうすけ、1978年 - ）は、千葉県出身のアートディレクター、グラフィックデザイナー、webデザイナー、VJである。株式会社クアトロプントスを経て、花見川視覚発動機を発足。東海大学附属望洋高等学校卒業、東京コミュニケーションアートマルチメディア専攻卒業。牡牛座。B型。

## 代表作
- メディアファクトリー・DRAGON FLY (Dir en grey)
- エンターブレイン・声で魅せてよベイビー（木本雅彦）